# Мацюк Галина Петрівна
Мацюк Галина Петрівна (нар. 22 червня 1957, х. Вибранівка) — мовознавець, кандидат філологічних наук із 1986 року, доктор філологічних наук із 2003 року. Заслужений професор Львівського університету (2017). Закінчила філологічний факультет Львівського державного університету імені Івана Франка. Навчалася в аспірантурі (1982—1985), працювала на посадах асистента (з 1985 р.) та доцента (з 1993 р.).

## Біографія
Народилася на хуторі Вибранівка Копичинецького району Тернопільської області (нині належить до м. Хоростків Гусятинського району).
Від 2005 р. і до сьогодні — професор кафедри загального мовознавства Львівського національного університету імені Івана Франка.

## Наукові інтереси
До сфери наукових інтересів проф. Галини Мацюк належать такі дисципліни:
- сучасна мовознавча парадигма й методологія лінгвістичного аналізу,
- соціолінгвістика,
- політична комунікація,
- мова та ідентичність,
- мова та ідеологія,
- мовна політика,
- теорія мовного менеджменту,
- лінгвістичний ландшафт,
- ономастика,
- термінознавство,
- лінгвокультурологія,
- питання типології та загального мовознавства,
- історія лінгвістичних учень.

## Наукова та педагогічна діяльність

### Педагогічні здобутки
Нормативні дисципліни та спецкурси, які підготувала проф. Г. Мацюк для студентів філологічного факультету та факультету іноземних мов:
- основи соціолінгівстики;
- соціолінгвістика;
- прикладна соціолінгвістика;
- мовна політика;
- вступ до соціолінгвістики;
- лінгвокультурологія;
- вступ до мовознавства;
- загальне мовознавство;
- історія лінгвістичних учень;
- соціологічний напрям у мовознавстві;
- мова міста;
- мова і пропаганда.

### Організація наукових заходів
Проф. Галина Мацюк є ініціатором та організатором щорічних заходів: Всеукраїнського соціолінгвістичиного семінару для науковців та Всеукраїнського конкурсу студентських досліджень із соціолінгвістики (має статус міністерського).

### Стажування
- 2014 (жовтень) Фрайбурзький університет ім. Альберта-Людвіга (Німеччина): із політичної комунікації.
- 2010 (січень). Фрайбурзький університет ім. Альберта-Людвіга (Німеччина): із європейської мовної політики.
- 2007 (лютий-травень). Інститут української мови НАН України (Київ): із соціолінгвістики
- 2006 (листопад). Віденський університет, Інститут славістики (Австрія): із соціолінгвістики.
- 1998 (листопад). Віденський університет, Інститут славістики (Австрія): з історії лінгвістики.

### Монографії, підручники, посібники
- 2009: Прикладна соціолінгвістика: питання мовної політики. — Львів, 2009. — 212 с.
- 2008: До витоків соціолінгвістики. Соціологічний напрям у мовознавстві. — Львів, 2008. — 452 с.
- 2001: Прескриптивне мовознавство в Галичині (перша половина XIX ст.). — Львів, 2001. — 352 с.
- 1999: Граматична характеристика української мови у рукописних працях І. Могильницького (Галичина, перша половина XIX ст.). — Львів, 1999. — 163 с.
- 1994: Українське термінознавство. — К., 1994 (у співавторстві). — 215 с.
- 1993: З історії вивчення лексичної та граматичної системи української мови (Галичина, XIX ст.). — Львів, 1993. — 94 с.

#### Головний редактор наукових видань
- 2015: Мова і суспільство. — Вип. 6. — Львів: Львівський національний університет імені Івана Франка., 2015.
- 2014: Мова і суспільство. — Вип. 5. — Львів: Львівський національний університет імені Івана Франка., 2014.
- 2013: Мова і суспільство. — Вип. 4. — Львів: Львівський національний університет імені Івана Франка., 2013.
- 2012: Мова і суспільство. — Вип. 3. — Львів: Львівський національний університет імені Івана Франка., 2012. — 368с.
- 2011: Мова і суспільство. — Вип. 2. — Львів: Львівський національний університет імені Івана Франка, 2011. — 174 с.
- 2010: Мова і суспільство. — Вип. 1. — Львів: Львівський національний університет імені Івана Франка, 2010. — 234 с.
- 2010: Міжнародні зобов'язання України та Німеччини в контексті європейської мовної політики. Українсько-німецький студентський семінар із соціолінгвістики. Збірник статей і тез / Ред. Г. Мацюк. — Львів: Львівський національний університет імені Івана Франка, 2010. — 167 с.

### Участь у міжнародних конгресах за межами України
- 2015: First Worldwide Congress for Language Rights. Universite de Teramo. Faculte de Droit. 19-22 mai 2015.
- 2014: 11th International Conference on General Linguistics Pamplona, University of Navarra. May 21-23,2014 [недоступне посилання з липня 2019].
- 2013: Racism and Anti- Racism through Education and Community Practice: An international Exchange. 26-28th June 2013. John Macintyre Conference Centre.-Edinburgh: The University of Edinburgh, 2013.
- 2013:The European Conference on Language learning (ECLL)// ECAH2013 ECLL2013. July 18-21, 2013. — Brighton, UK, 2013
- 2013:Language Endangerment: language Policy and Planning.Friday 26 July. Centre for Research in the Arts, Social Sciences and Humanities (CRASSH).  Cambridge: University of Cambridge. .
- 2013.Societas Linguistica Europaca. 46th Annual Meeting. University of Split. 18-21 September2013.p.12. [Архівовано 4 березня 2016 у Wayback Machine.].
- 2012: 2nd International Conference Law, Languages and Professional Practice. 9-12 May 2012 (University of Naples 2, Italy)
- 2011: Names in Daily Life. XXIV ICOS International Congress of Onomastic Sciences (Spain, Barcelona, 5th-9th September 2011).
- 2011: 12 International Conference on The History of Language Sciences (St. Petersburg State University. August 28-September 2).
- 2010: 24th Scandinavian Conference of Linguistics (Finland, Joensuu, University of Eastern Finland, 25-27 August).
- 2010: Negotiation Transnational Space and Multilingual Encounters. 18 Sociolinguistics Symposium (United Kingdom, University of *Southampton, 1-4 September 2010).
- 2005: The Language policy of the EU and European University Education (Bulgaria, Cyril and St. Methodius University of Veliko Turnovo. Faculty of Modern Languages, 5-7 October 2005).

### Доповіді на конференціях за межами України
- 2015: Language, Law, Ideology: Manifistation of their Interaction in Ukraine 2010—2014/Universite de Teramo. Faculte de Droit. 22 mai 2015.
- 2014: Language Management Theory in the Context of Contemporary Sociolinguistics — 11th International Conference on General Linguistics Pamplona, University of Navarra. May 21-23, 2014 [недоступне посилання з липня 2019].
- 2013: Empowered politicians, society and languages: Interplay in post-Soviet Ukraine // Language Endangerment: language Policy and Planning.-Cambridge: University of Cambridge, 2013. — P 13.
- 2013: Demand for Sociolinguistics Knowledge in Post-Soviet Ukraine in Current Linguistic Situation//International Academic Forum's Inaugural European Conference on Language learning (ECLL)// ECAH2013 ECLL2013. July 18-21, 2013. — Brighton, UK, 2013.-P.13. [Архівовано 27 березня 2016 у Wayback Machine.].
- 2013: Discrimination theory: Topicality of sociolinguistic approach development// Racism and Anti- Racism through Education and Community Practice: An international Exchange. 26-28th June 2013. John Macintyre Conference Centre.-Edinburgh: The University of Edinburgh, 2013. — P. 35.
- 2013: Ideology and Language history: establishing and modifying norms of the Ukrainian Literary language during the 1920-1980s.//SLE .University of Split. Book of abstract, 2013. — P. 237—238. [недоступне посилання з липня 2019].
- 2012: Legislation and Language Practices in Modern Ukraine // 2nd International Conference Law, Languages and Professional Practice. 9-12 May 2012. Book of Abstracts// .-p.17.
- 2011: Urban Street Names as a Marker of Language and Authorities Interaction in Ukraine (Soviet and post-Soviet period) // XXIV ICOS International Congress of Onomastic Sciences. Abstract Guide. Barcelona. 5th-9th September 2011. — Generalitat de Catalunya, Universitat de Barcelona, International Council of Onomastic Sciences. — P.126.
- 2011: Language Theory in Different Linguistic Traditions: Typological Perspective // 12 International Conference on The History of Language Sciences. Program and abstracts. St. Petersburg State University. August 28-September 2, 2011. — St Petersburg, 2011. — P. 107—108.
- 2010: Sociological Trend in Soviet Linguistics: New approach to Interpretation // Abstracts of 24th Scandinavian Conference of Linguistics. Joensuu, August 25-27, 2010 / Edited by Esa Antittkovski. University of Joensuu, 2010.
- 2010: Language Situation in Modern Ukraine: Current Affairs and Future Prospects // Sociolinguistics Symposium 18. Negotiating Transnational Space and Multilingual Encounters. 1-4 September 2010. Abstracts. — Southampton, 2010. — P. 257.

### Статті в міжнародних виданнях за межами України
- 2015. Розвиток теорії соціолінгвістики: формування змісту поняття «мова ворожнечі» як форми дискурсивної дискримінації// Studia Ucrainica Varsoviensia 3. — Warszawa,2015. s.111-123.
- 2014: Matsyuk Halyna. Urban Street Names as a Marker of Language/Authority Interaction in Ukraine: Soviet (1922—1991) and Post-Soviet Periods (1991—2011)//Names in daily life. BIBLIOTECA TÈCNICA DE POLÍTICA LINGÜÍSTICA № 11.- Barselona, 2014. p. 361—369

- 2014.Про потребу дослідження проблеми «дискримінація за мовною ознакою» в українській соціолінгвістиці // Studia Ucrainica Varsoviensia 2.- Warszawa,2014. s. 97-111.
- 2006: Термін у соціолінгвістичних традиціях // Ucrainica II. Současna ukrajinistika. Problemy jazyka, literatury a kultury. 2 c. — Olomouc, 2006. S. 477—482.
- 2006: A New Role for Sociolinguistics in the Hierarchy of Linguistics (the experience of Ukraine) // The Language policy of the EU and European University Education. Veliko Tyrnovo: Pic Publishers. -V. 2. P. 217—230.
- 2005: Сучасна мовознавча парадигма і дослідження з історії української лінгвістики // Грани слова: Сб. научных статей к 65-летию проф. В. М. Мокиенко. — М., 2005. — С. 480—485.
- 2004: Українське мовознавство в першій половині XIX ст.: ідеї, концепції теорії // Ucrainica I. Současna ukrajinistika І. Problemy jazyka, literatury a kultury. Sb. članku. Olomouc, 2004. — S.332-340.
- 2004: Досягнення і перспективи новітньої української лексикографії // Lexikologie und Lexikographie slawischer Sprachen. Festschrift für Prof. Dr. phil. habil. Ursula Kantorchyk. — Rostock, 2004. — s.121-130.
- 2004: Трансформація ідей західноєвропейського універсалізму в граматиках української, польської та російської мов // Wiener Slawistisher Almanach.2004.B.49. — P.91-102.

### Статті в українських виданнях
- 2014: Про природу взаємодії мови та ідентичності в Україні (на матеріалі міського урбанімікону радянського та пострадянського періодів) // Україноцентризм наукового сумління. Збірник наукових праць на пошану професора Зеновія Терлака. — Львів: Ліга-Прес, 2014. — С.539-565.
- 2013: Розвиток теорії сучасної соціолінгівстики: формування змісту поняття інституційний мовний менеджмент// Мова і суспільство. — Львів: Львівський національний університет імені Івана Франка, 2014. — Вип. 4. — С. 12-32.
- 2012: Соціолінгвістика як інтеграційний напрям досліджень в умовах сучасної парадигми: міжнародний досвід й українська перспектива// Наукові записки Національного університету «Києво -Могилянська акадкемія». Філологічні науки. Т.137.-К., 2012. c. 28-34.
- 2011: Доба Просвітництва в лінгвославістиці: ідеї універсалізму в нормативному описі української і польської мов// Науковий вісник Ужгородського університету. Серія: Філологія; Соціальні науки. — Вип. 24. — Ужгород: Видавництво УжНУ «Говерла», 2011. — С.132-137. (укр. мовою).
- 2011: Сучасна соціолінгвістика: тенденції в розвитку теорії і завдання // Мова і суспільство / Голов. ред. Г. Мацюк. Вип.1. — Львів: Львівський національний університет імені Івана Франка, 2010. — С.5-20.
- 2010: Етапи розвитку української соціолінгвістичної традиції // Соціолінгвістичні студії. — К., 2010. — С.17-22.
- 2010: Суспільна природа мови в радянському мовознавстві: концепція М. Марра // Лінгвістичні студії. — Зб. наук. праць. — Донецьк, 2010. — С.44-54.

### Програми
- 2015: Програма спеціалізації із соціолінгвістики «Політична комуінкція».-Львів, 2015.
- 2004: Соціолінгвістика. Львів, 2004.

### Участь у міжнародних наукових проектах
- 2015: із політичної комунікації як нової спеціалізації із соціолінгвістики (проект із Центром документації НАТО в Україні та Українським інформаційним телеканалом «Ukraine Today»)
- 2011: із методики викладання соціолінгвістики; проект із Варшавським університетом; проблема: історія та розвиток соціолінгвістики в Україні.
- 2010: із соціолінгвістики, тема «Мовні зобов'язання України та Німеччини в контексті європейської мовної політики» (українсько-німецький студентський проект із соціолінгвістики); проблема: розробка концепції і проведення українсько-німецького семінару у Львівському національному університеті імені Івана Франка.
- 2010: із історії лінгвістики, проект із науковцями Празького університету; проблема: контекст європейського мовознавства та українська мовознавча традиція, аспекти взаємодії.

### Лекції в інших навчальних закладах
- 2010: Горлівський інститут іноземних мов (березень, 2010 р.), із соціолінгвістики.
- 2010: Фрайбурзький університет імені Альберта-Людвіга (січень, 2010, Німеччина), із соціолінгвістики.
- 2005: Миколаївський педагогічний університет (листопад, 2005), із історії лінгвістичних учень та соціолінгвістики.

### Рецензії
- Єрмоленко С. Я. Галина Мацюк. Прескриптивне мовознавство в Галичині (перша половина 19 ст.). — Львів: Видавничий центр ЛНУ ім. Івана Франка., 2001.- 373с.// Мовознавство. −2002-№ 1. — с. 71-73.
- Лучик В. [Рец. на: ] Мацюк Г. Прескриптивне мовознавство в Галичині (перша половина XIX ст.) // Українська мова. — 2002.№ 1. — С. 102—105.
- Селіванова О. О. Галина Мацюк. Прескри птивне мовознавство в Галичині (перша половина 19 ст.). — Львів: Видавничий центр ЛНУ ім. Івана Франка., 2001. — 373 с.// Вісник Черкаського університету . Серія: Філологічні науки.  Черкаси, 2002. — Вип. 29. — С. 155—157.
- Гонтарук Л. Мацюк Г. До витоків соціолінгвістики: Соціологічний напрям у мовознавстві.: Монографія. — Львів: Видавничий центр ЛНУ, 2008 . — 432с. Мацюк Г. Прикладна соціолінгвістика. Питання мовної політики. Львів: Видавничий центр ЛНУ, 2009; Міжнародні зобов'язання України і Німеччини в контексті європейської мовної політики: українсько- німецький студентський семінар із соціолінгвістики: зб. ст. і тез за ред. Г. Мацюк. — Львів: Львівський національний університет імені Івана Франка, 2010. — 168 с.// Вісник Львівського університету. Серія філологічна. Загальне мовознавство. Вип. 52.  Львівський національний університет імені Івана Франка..
- Загнітко А. Кудрейко І. Соціолінгівстика в сучасному мовному просторі. Рец. на праці Галини Мацюк// Лінгвістичні студії. Збірник наук. Праць.  Донецьк, 2011. Вип. 23. — С. 312—314.
- Кочан І. М. Мацюк. Г. П. // Українське термінознавство в іменах. — Львів, Літопис, 2012. — С.168-169.
- Масенко Л. Т. Нове періодичне видання з соціолінгівстики. «Мова і суспільство». — Львівський національний університет імені Івана Франка. — 2010. — Вип. 1. — 234 с.; 2011. Вип 2. — 2011. — 174 с. // Українська мова, 2011. — № 4.
- Пономаренко А. Соціолінгвістичний «майстер-клас» у Львівському національному університеті імені І. Франка // Українознавство. — 2008. — № 3. — С. 187—189.
- Фаріон І. Про детермінованість мовно-суспільних взаємин у світовому контексті (Рец. на працю: Галина Мацюк. До витоків Соціолінгівстики: Соціологічний напрям у мовознавстві. — Львів: Видавничий центр Львівського національного університету імені Івана Франка.  2008.  430с.) // Науковий Вісник Чернівецького уніерситету. Вип. 475—477. — Слов'янська філологія. — Чернівці: Чернівецький національний університет, 2009. — С. 702—704).
- Шумарова Н. П. Социолингвистика в Украине: постсоветский период //Языкознание. — 2012. — № 6. С.133-138.